# Варисова, Максуда Азизовна
Максуда́ Ази́зовна Вари́сова (узб. Maqsuda Azizovna Vorisova; род. 20 января 1961 года, Ташкент, Узбекская ССР, СССР) — узбекский врач-терапевт и политический деятель. Депутат Законодательной палаты Олий Мажлиса Республики Узбекистан IV созыва. Член Народно-демократической партии Узбекистана. В 2021 году выдвинута в кандидаты на пост президента Узбекистана.
На президентских выборах прошедших 24 октября 2021 года Максуда Азизовна получила 6,63 % голосов избирателей

## Биография
Родилась в 1961 году в городе Ташкенте.
В 1987 году окончила Ташкентский государственный медицинский институт. В 1987—1989 годах работала врачом-терапевтом в поликлинике № 6 в Акмаль-Икрамовском (ныне Учтепинском) районе города Ташкента. В 1989 года вплоть до 2003 года была врачом-терапевтом, позднее заведующим сельского врачебного пункта в Назарбеке (Зангиатинский район Ташкентской области).
С 2018 года — заведующая сельской семейной поликлиники № 19 Зангиатинского районного медицинского объединения.
В 2018 году избрана заместителем председателя Центрального совета Народно-демократической партии Узбекистана по вопросам координации деятельности депутатских объединений и работы с общественными приемными.
В 2020 году избрана депутатом Законодательной палаты Олий Мажлиса Узбекистана и вошла в комитет по вопросам охраны здоровья граждан.
7 августа 2021 года пленум политического совета Народно-демократической партии Узбекистана выдвинул заместителя главы партии Максуду Варисову в качестве кандидата на выборах президента. Набрала 6,6 % на выборах президента.

## Награды
В 2018 году награждена орденом «Соглом авлод учун» I-й степени.